# Snow Pink
《Snow Pink》(스노 핑크)는 대한민국의 음악 그룹 에이핑크의 두 번째 미니 앨범이다. 타이틀곡은 〈MY MY〉이며 2011년 11월 22일 발매되었다.

## 발매과정 및 활동
2011년 11월 18일 에이핑크의 공식 홈페이지에 앨범 컨셉 사진이 공개되며 에이핑크의 컴백이 알려졌다. 11월 21일 티저영상이 공개되고, 다음 날인 11월 22일 《Snow Pink》가 발매되었다. 한편 Snow Pink 공개 하루 전인 21일 Snow Pink의 수록곡 전곡이 일본 사이트에 유출 당하는 사고가 일어나기도 했다. 〈MY MY〉의 뮤직비디오는 11월 23일 공개되었다.
에이핑크는 11월 25일 KBS 《뮤직뱅크》에서 〈MY MY〉로 컴백 무대를 가졌다. 2012년 1월 5일 M.net 《엠카운트다운》 무대부터는 〈MY MY (Remix Ver.)〉로 활동하였다. 1월 21일 MBC 《쇼! 음악 중심》에서 〈MY MY〉 활동을 마무리하였다.

## 수록곡
전체 작사·작곡: 휴우, 신사동호랭이, 라도, 최규성, 슈퍼창따이
전체 편곡: 신사동호랭이
| #            | 제목             | 작사·작곡            | 재생 시간 |
| ------------ | ---------------- | -------------------- | --------- |
| 1.           | 〈He's My Baby〉 | 휴우                 | 3:10      |
| 2.           | 〈MY MY〉        | 신사동호랭이, 라도   | 3:56      |
| 3.           | 〈Yeah〉         | 신사동호랭이, 최규성 | 3:13      |
| 4.           | 〈꿈결처럼〉     | 휴우                 | 3:34      |
| 5.           | 〈Prince〉       | 슈퍼창따이           | 3:49      |
| 총 재생 시간 | 총 재생 시간     | 총 재생 시간         | 17:03     |

## 차트 성과

### 주간 차트
MY MY
| 차트                  | 날짜                                | 순위 |
| --------------------- | ----------------------------------- | ---- |
| 가온 디지털 종합 차트 | 2011년 11월 20일 ~ 2011년 11월 26일 | 16위 |
| 가온 스트리밍 차트    | 2012년 1월 1일 ~ 2012년 1월 7일     | 18위 |
| 가온 다운로드 차트    | 2011년 11월 20일 ~ 2011년 11월 26일 | 12위 |
| 엠넷 종합 차트        | 2011년 12월 19일 ~ 2011년 12월 25일 | 11위 |
| 엠카운트다운 차트     | 2011년 12월 26일 ~ 2012년 1월 1일   | 1위  |
| 뮤직뱅크 K-차트       | 2011년 11월 28일 ~ 2011년 12월 4일  | 7위  |

### 월간 차트
MY MY
| 차트                  | 날짜                                | 순위 |
| --------------------- | ----------------------------------- | ---- |
| 가온 디지털 종합 차트 | 2011년 12월                         | 16위 |
| 가온 스트리밍 차트    | 2011년 12월                         | 21위 |
| 가온 다운로드 차트    | 2011년 11월 20일 ~ 2011년 11월 26일 | 18위 |
| 엠넷 월간 차트        | 2011년 12월                         | 13위 |
| 멜론 월간 차트        | 2012년 1월                          | 26위 |